# Dipartimento per l'economia
Il Dipartimento per l'economia (DfE) è il dipartimento ministeriale devoluto dell'Irlanda del Nord responsabile della politica economica e occupazionale.
La posizione è ricoperta da Diane Dodds dall'11 gennaio 2020.

## Storia
A seguito del referendum del 23 maggio 1998 sull'accordo del Venerdì Santo e del Royal Assent al Northern Ireland Act 1998 del 19 novembre, sono istituiti dal governo laburista del Primo ministro Tony Blair un'assemblea e un esecutivo. Questo processo, noto come "devoluzione", persegue l'obiettivo di conferire all'Irlanda del Nord il proprio potere legislativo.
Nel dicembre 1999, sulla base del Northern Ireland Act, il decreto sui dipartimenti dell'Irlanda del Nord istituisce il Dipartimento delle imprese, del commercio e degli investimenti.
Tra il 12 febbraio e il 30 maggio 2000 e dal 15 ottobre 2002 all'8 maggio 2007, la devoluzione è stata sospesa e il dipartimento è stato sottoposto all'amministrazione diretta di un ministro dell'ufficio per l'Irlanda del Nord, che costituisce uno dei dipartimenti governativi del Regno Unito.
Con il "Northern Ireland Departments Act 2016", il ministero viene ribattezzato Dipartimento per l'economia e assorbe il Dipartimento del lavoro.

## Funzioni

### Responsabilità
Il dipartimento è responsabile della politica nei settori:
- della registrazione di società;
- del consumo;
- dello sviluppo della politica economica;
- dell'energia
- della salute e della sicurezza nel lavoro;
- delle insolvenze;
- dello sviluppo minerario;
- del turismo;
- del lavoro;
- dell'istruzione superiore;
- della formazione continua;
- del know-how;
- della formazione professionale;
- dei diritti e delle responsabilità relativi all'impiego.

Il Parlamento del Regno Unito ha tuttavia deciso di mantenere (reserved matters) i poteri su:
- il fondale marino;
- il piano mesolitorale;
- il sottosuolo;
- i servizi postali;
- il controllo import/export;
- il commercio estero;
- il salario minimo;
- i servizi finanziari;
- i mercati finanziari;
- la proprietà intellettuale;
- le unità di misura;
- le telecomunicazioni;
- i servizi internet;
- la protezione del consumatore rispetto ai prodotti.

Inoltre, non può trasferire (excepted matters):
- la fiscalità;
- la moneta;
- la sicurezza sociale;
- l'energia nucleare.

### Organismi
Nell'esercizio delle sue funzioni, il dipartimento ha diverse strutture come le Agenzie di investimento per l'Irlanda del Nord (Invest NI), il Comitato per il turismo dell'Irlanda del Nord (NITB), l'Ufficio per la salute e la sicurezza per l'Irlanda del Nord ( HSENI, per la sicurezza e la salute sul lavoro) e il Consiglio generale dei consumatori per l'Irlanda del Nord (GCCNI).

## Ministri per l'economia
|                                            | Ministro       | Immagine | Partito | Inizio          | Fine             |
| ------------------------------------------ | -------------- | -------- | ------- | --------------- | ---------------- |
|                                            | Sir Reg Empey  |          | UUP     | 2 dicembre 1999 | 11 febbraio 2000 |
| Ufficio sospeso                            |                |          |         |                 |                  |
|                                            | Sir Reg Empey  |          | UUP     | 30 maggio 2000  | 14 ottobre 2002  |
| Ufficio sospeso                            |                |          |         |                 |                  |
|                                            | Nigel Dodds    |          | DUP     | 8 maggio 2007   | 9 giugno 2008    |
|                                            | Arlene Foster  |          | DUP     | 9 giugno 2008   | 11 maggio 2015   |
|                                            | Jonathan Bell  |          | DUP     | 11 maggio 2015  | 6 maggio 2016    |
| Ufficio rinominato Ministro per l'economia |                |          |         |                 |                  |
|                                            | Simon Hamilton |          | DUP     | 26 maggio 2016  | 26 gennaio 2017  |
| Ufficio sospeso                            |                |          |         |                 |                  |
|                                            | Diane Dodds    |          | DUP     | 11 gennaio 2020 | in carica        |

### Ministri della Direct rule
Durante i periodi di sospensione, i seguenti ministri dell'Ufficio per l'Irlanda del Nord erano responsabili del dipartimento:
- Adam Ingram (2000)
- Ian Pearson (2002–04)
- Barry Gardiner (2004–05)
- Angela Smith (2005–06)
- Maria Eagle (2006–07)